# Pyrgodesmus obscurus
Pyrgodesmus obscurus är en mångfotingart som beskrevs av Pocock 1892. Pyrgodesmus obscurus ingår i släktet Pyrgodesmus och familjen fingerdubbelfotingar. Inga underarter finns listade i Catalogue of Life.